# Ytalo Perea
Ytalo Perea Castillo (Esmeraldas, 10 giugno 1993) è un pugile ecuadoriano della categoria dei pesi supermassimi, vincitore dei giochi panamericani del 2011.